# Joker: Original Motion Picture Soundtrack
《Joker: Original Motion Picture Soundtrack》은  DC 코믹스의 캐릭터 '조커'를 모티브로 하며, 호아킨 피닉스, 로버트 드 니로, 자시 비츠 및 프랜시스 콘로이가 출연하는 2019년 영화 《조커》의 오리지널 사운드트랙 앨범이다. 이 음반은 영화 산업에서 비평가들의 찬사를 받은 힐뒤르 그뷔드나도티르가 작곡한 영화 음악 17곡으로 구성되어 있다. 힐뒤르의 악보는 2019년 9월 27일 WaterTower Music에서 디지털 출시, 이후 12월 13일 레코드 에디션으로 출시되었다.
영화의 대본을 읽고, 힐뒤르는 토드 필립스 감독으로부터 《조커》 시나리오를 읽고 느낀 그녀의 감정을 토대로 음악을 작곡해 달라는 요청을 받았다. 그녀는 영화의 거친 분위기를 주인공 아서 플렉과 혼합하는 수단인 매우 단조로운 멜로디 등의 작곡 샘플을 필립스에게 보냈다. 그런 다음 힐뒤르는 화음이나 복잡한 음악 없이 피닉스의 캐릭터를 중심으로 악곡 편성을 확장하려고 했으나, 대신 인물의 우울함과 조화되는 작곡법을 선택했다.
조커의 음악 제76회 베니스 국제 영화제의 Premio Soundtrack Stars Award, Best Original Score에 대한 Golden Globe Award, Best Original Music에 대한 BAFTA Award 및 Best Original Score에 대한 Academy Award를 포함하여 수많은 상을 받았다.

## 배경
토드 필립스는 2017년 8월 워너 브라더스 영화 《조커》를 감독하기로 계약했다. 그는 힐뒤르 그뷔드나도티르의 《시카리오: 데이 오브 솔다도》(2018) 영화 음악을 듣고 아름다웠다며, 《조커》 작곡에 그녀를 데려와야 한다고 주장했다. 힐뒤르는 이후 《조커》의 작곡가로 발표되었다. 《조커》 전반에 걸쳐져 있는 많은 주제를 전달하기 위해 필립스 감독은 그뷔드나도티르와 초기부터 같이 작업했다. "(그뷔드나도티르는) 사전 제작할 때부터 음악을 작곡했어요. 저는 그녀에게 대본을 보냈고, 그녀는 촬영하기 전부터 곡을 썼지요 (후략)". 힐뒤르는 필립스가 《조커》의 기원 이야기를 어떻게 받아들이는지 매우 궁금해 했다. 필립스는 이렇게 말하며 그녀에게 대본을 주었다. "흥미롭고 깊이 있는 인물 탐구입니다. 이렇게 흥미로운 캐릭터는 떠올려본 적 없죠." 힐뒤르는 필립스와의 작업을 "정말 아름다운 과정"이라고 묘사했다. 필립스는 그녀에게 이 이야기가 어떻게 들리는지 듣고 싶어했고, 대본에서 느낀 감정대로 작곡해 줄 것을 요청했다. "프로젝트 작업 도중 의견을 맞추는 데에 시간이 걸린 적도 있었는데, 지금은 우리가 거의 처음으로 완벽히 합의한 것 같아요. 그건 정말 사랑스럽고 솔직하며 충돌 없었던 대화였다고요."

## 영화 음악

### 조사
이전 공동 작업과 달리, 힐뒤르는 《조커》의 사전 제작 기간 동안 아서의 테마를 작곡하기 시작했다. 필립스는 그녀를 고용하면서, 전체 음악이 아니라 몇 가지 아이디어를 생각해 오고 다시 만나자고 주문했다. 필립스는 그녀에게 대본을 읽고 느낀 대로 음악을 작곡할 의향이 있는지 물었다. "필립스는 정말로 나에게 어떤 지시도 하지 않았고, 그저 내가 뭘 느꼈는지 들으려고 했어요." 《Deadline Hollywood》 인터뷰에서 힐뒤르는 대본이 자신과 공명했고, 필립스는 음원 샘플을 듣고 나서 그녀가 《조커》의 분위기를 잘 캐치했다고 믿었다고 말했다. 그녀는 피닉스의 아서에게 있는 "다차원적 단순함, 숨김 없고 어린아이 같은" 특성에 감명을 받고, 화음이나 복잡한 음악 대신 "[...] 그의 캐릭터의 우울함과 공명하는 느낌의" 단순한 구조로 음악을 편성하려고 시도했다. 그녀의《 조커》 작곡은 첼로를 악보의 핵심으로 한 현악 위주의 선율이 주를 이룬다. 힐뒤르는 같은 곡을 연주하는, 90명의 음악가로 구성된 전체 교향악단이 있다고 밝혔다. 그녀는 첼로 뒤에 숨은 그들의 중요성을 강조하면서, 아서가 비슷한 방식으로 반영되었다고 느꼈다. "(아서) 뒤에는 복잡한 여러 층이 있지만 그는 그것을 보지 못하죠." 힐뒤르는 또한 다음과 같이 덧붙였다. "저는 악기가 항상 잘 들리지는 않도록 편성해야겠다고 생각했어요. 다들 한 개의 첼로 연주만 듣고 있다고 생각하겠지만, 아서처럼 그 뒤에 여러 층이 져 있죠."
힐뒤르는 그녀의 노래가 다른 것들과는 "완전히 다를" 것이라고 말했다. 힐뒤르가 《조커》 작곡을 시작하는 와중 《체르노빌》(2019년) 음악에도 참여했는데, 거기서는 보다 전통적이고 도구적인 접근 방식을 취했다. 힐뒤르는 "(필립스는) 저에게 많은 여유를 주었어요. 미쳤다 싶은 제 결정도 흔쾌히 허용해 주었죠"라고 말했다. 그녀는 아서를 강조하며, 그의 내면을 음악과 연결하려던 시도를 짚으면서 다음과 같이 덧붙였다. "[...] 메인 테마는 (피닉스가) 연기하기 전에 도착했고, 그의 배역을 알려주는 데 큰 역할을 했어요. 《체르노빌》 보다 확실히 서정적이고 음악적이죠." 힐뒤르는 영화 제작 중에 자신의 음악을 소개할 수 있었고, 촬영 중 피닉스에게 중요한 장면에 영감을 불어넣어 주기 위해 몇 주간 일부 트랙을 들려줬다. 감독 필립스는 피닉스와 그가 세트장에서 특정 장면을 떠올려 낼 수 없어 멈춰 있던 것을 설명하며, 그 때 힐뒤르의 역할을 언급했다 "[...] 제가 전날 밤에 들었던 (힐뒤르의) 음악이 떠올랐어요. 저는 피닉스를 위해 음악을 틀었고, 그는 마음에 들어하더니 그것에 맞춰 느린 춤을 추기 시작했어요. 아서에게서 갑자기 우아함이 풍겨나왔죠. [. . . ]". 피닉스는 그녀의 노래가 매우 효과적이었다고 말했으다. 그가 준비할 것은 리허설 중 취할 동작과 춤을 공부하는 것이었지만, 그 악보에서 나온 것은 아서를 이해하는 전환점이 되었다고 덧붙였다.
《체르노빌》과 《조커》 사이를 오가던 힐뒤르는 두 작품의 음색, 세계 및 구조의 차이로 인해 쉽지 않은 작업이었다고 회고했다. 그녀의 작업 중 《조커》가 가장 "고전적인" 음악이라며, 매우 선율적이고 주제의 반복적인 전개와 함께 영화 음악 구조를 따른다는 점을 그 근거로 언급했다. 그녀는 영화가 어떤 것인지, 그러니까 주제적 접근법을 중시하는 옛날 작곡법를 따른다는 것도 인정했다. 또한 전작의 조커들이나 그들의 음악에 영향을 받지 않도록 조심하면서 외부 영향을 받지 않을 때 더 큰 창의적 자유를 느낀다고 말했다. 추가적으로, 힐뒤르는 《조커》가 픽션이기에 작업시 주제와 상상력의 자유도가 높았다는 감상을 남겼다. "더 감정적이고, 놀라운 인물에 대한 조사였어요. 제 세대의 모든 이들과 같이 자랐지만 아무도 그 누구인지 모르는 인물. 그리고 이 버전은 모두에게 놀라웠죠."

### 작곡
필립스의 《조커》는 힐뒤르가 오케스트라가 주도하는 곡을 쓰기로 결정했다는 점에서 "조금 더 과격한" 상상력을 발휘할 수 있도록 했다. 그녀의 작곡은 그에게 반향을 일으켰고, 그 결과 많은 촬영이 이어졌다. "제 생각에는, 제가 이미 작곡한 음악을 위해서요 (보통 영화 사운드트랙은 촬영된 후에 작곡해요.) 음악과 영화가 하나가 되어 함께 자라나다니, 정말 경이로웠죠." 대본을 읽은 뒤, 힐뒤르는 피닉스의 아서와 어울리는, 부드러우면서 음울한 레퀴엠을 작곡했다. 힐뒤르는 이렇게 말했다. "첼로를 두고 앉으면서, 아서의 목소리와 내면에 닿을 방법을 생각했어요. 대본을 읽고 나서 느꼈던 감정을 그대로 갖고 있는 것 같아요. 그 첫 마디를 연주하자마자 어떻게 가슴에 와 닿았고, 거기에 제 몸이 강력히 반응했죠. 거기서 '그래, 이거다'라고 생각했어요."
음악은 첼로가 주도하지만, 힐뒤르에 따르면 영화 내내 100인조 오케스트라가 첼로를 연주하기에 음악이 놀라울 정도로 교향악적이라고 느껴진다. 그녀는 아서의 뒤에서 오는 이 에너지의 느낌을 원했다. 그는 모르지만 여전히 영향을 미치는 과거처럼. "그래서 오케스트라는 음악의 시작부터 배경에 깔려 있어요. (중략) 아서가 자신의 과거를 알아 갈수록, 오케스트라는 점점 앞으로 전진하죠. 분위기가 점점 거칠어질수록 음악은 더더욱 커집니다." 힐뒤르가 너무 일찍 《조커》를 위해 작곡을 시작했기 때문에 그녀의 음악은 연기와 촬영을 포함한 제작 과정에 영향을 끼쳤다. 이후 그녀는 다음과 같이 말했다. "아주아주 멋지고 참신했어요. (중략) 물론, 아주 길었지만요. (1년 반 동안 《조커》 작업을 했으니까요.) 하지만 이는 여러분에게 더욱 완전한 예술 작품을 만들 수 있는 기회를 제공하죠."
필립스 감독은 주요 장면인 "화장실 춤" 장면에서 힐뒤르의 음악을 세트장에서 틀기로 결정했다. 촬영 감독 로렌스 셔는 본래 완전히 다른 장면이 촬영될 예정이었다고 밝혔다. "(이전 것은) 흔한 영화의 한 장면 같았죠. 아서가 들어와서 무슨 일이 일어났는지, 무엇을 저질렀는지 이해하는 것과 연관이 있었습니다. 아서는 이 무기를 숨기려고 했습니다. 너무 상투적이었죠." 필립스는 생각을 바꿨다. 각 테이크에서 힐뒤르의 음악을 틀고, 피닉스의 아서가 춤을 추기로 했다. 로렌스는 다음과 같이 덧붙였다. "그 음악은 호아킨의 연기 뿐 아니라, 카메라의 동선, 방안의 어떤 에너지에 이르기까지 많은 영향을 끼쳤습니다.  장면에 생동감이 돌았죠." 힐뒤르는 피닉스가 그녀의 음악을 들으며 연기의 방향성을 잡기 위해, 노래가 나오는 이어폰을 가지고 다녔다고도 말했다. 힐뒤르는 장면의 힘에 대해 평가하면서 그 작품이 실제로 영화를 위해 쓰여진 첫 번째 것임을 밝혔다. 그녀는 다음과 같이 말했다."제 첫 음악 작품이자, 가장 강력하고 이야기에 대해 가장 육체적 반응했던 곡이기도 해요 (중략) 촬영 현장에서 (피닉스)가 한 것은, 정확히 같은 지점으로부터 나온 것이었습니다." 첼로와 관련하여 힐뒤르는 계속해서 다음과 같이 말했다. "물론 저는 악기와 함께 자랐고 악기와 육체적, 정서적으로 강하게 연결되어 있습니다. 거기서부터 시작해서 그의 테마를 찾았을 때 거의 감전이라도 당한 것 같았죠."
필립스는 피닉스가 힐뒤르의 음악에 맞춰 춤을 추기 시작한 것에 대해 다음과 같이 덧붙였다. "그는 이제 막 이 춤을 추기 시작했고 우리 둘은 서로를 바라보며 "그래, 이게 그 장면이구나"라고 말했죠." "화장실 춤" 의 기원에 대해 피닉스는 힐뒤르의 음악을 강조했다. "(필립스는) 이 첼로 음악을 틀었고, 정말 효과적이었어요. '동작이 있어야겠다'고 말하니까 감독님이 '당신의 발부터 시작하죠. 그것이 당신의 동작입니다'라고 말했어요. 그게 그가 말한 전부이고, 우리가 가진 전부입니다. 리허설 중 동작과 춤을 공부하면서 준비했는데, 그 악보에서 나온 것은[...] 아서를 이해하는 데 전환점이 되었다." 필립스는 처음 피닉스와 조커의 주제에 대해 논의할 때, 이 상징적인 악당은 "자신만의 음악이 존재하는 사람들 중 하나"라고 언급했다. 그녀가 만들어 낸 음악과 관련하여, 힐뒤르는 영화 제작 과정에서 음악이 큰 부분을 차지했다고 언급했다. 촬영 내내 음악이 피닉스의 이어폰과 세트장에서 재생되었기 때문이다. 작곡가는 "음악이 그의 동작과 연기, 속도에 영향을 미치는 것 같았죠. 함께 작업하고 영화의 음악적 세계를 함께 창조할 수 있기에 가능한, 매우 고무적이고 재미있는 접근 방식이었습니다."

### 녹음
힐뒤르는 화음이나 복잡한 음악이 아닌, 조커의 진화를 중심으로 악곡 편성 내에서 단조로운 멜로디를 확장하고자 했다. 그녀는 아서의 춤에 대한 반응이, 그의 음과 음조를 발견했을 때와 유사하다고 설명하면서 힐뒤르가 개발하는 데 도움을 준 테마곡은 홀도로폰이라는 전자 첼로 악기로 연주되었다고 덧붙였다.  "피드백 도구였어요. (중략) 악곡에서 들리는 많은 전자음는 모두 라이브로 연주되며 모두 해당 악기와 앰프와의 연결에서 나옵니다." 또한, 그녀는 또한 오케스트라가 아서의 내면 속 광기를 반영한다는 개념을 고안했다. "극초반에는 거의 첼로 소리만 들리죠. (중략) 영화가 진행될수록 오케스트라의 소리는 점점 커져서 첼로를 짓누릅니다. 그의 캐릭터에 대한 우리의 공감은 첼로가 이끌고, 내면의 혼란은 거의 들리지 않는 오케스트라이며, 우리가 더 깊이 들어갈수록 천천히 이어집니다."
힐뒤르는 조커 페르소나가 지휘하는 최전선에 오기 전에 배경에 유령처럼 희미하게 남아 있도록, 첼로를 중심으로 천천히 음악을 편성하였다. 음악은 초기 36명의 음악가와 함께 일주일 동안 DiMenna Center에서, 그 후 72명의 음악가와 녹음했다. 타악기는 2음으로 천천히 시작하여 힐뒤르의 말처럼 다음과 같이 고조된다. "그의 심장 박동처럼 두근거리죠. 그래서 시원시원하고 복잡한 박자는 쓸 수 없었습니다. 단조로워지다 점점 더 커집니다." 오케스트라를 녹음하는 동안 힐뒤르는 방의 에너지가 매우 긴장되고 뻑뻑해져 있음을 느꼈다. 그녀는 음악가들이 매우 조용히 연주해야 하기에 많은 녹음을 통해 거의 들리지 않는 매우 섬세한 소리를 들을 수 있다고 말했다. "연주 동안 100명이 숨을 참고 있는 거예요. (중략) 말도 안 되지만 그렇죠. 연주나 음악의 에너지는 완벽하게 연주되거나 정제된 음악보다 훨씬 더 중요합니다. 100명이 숨을 참는 소리는 들리지 않지만 녹음에는 보이지 않는 에너지가 너무 많아 현장감이 있죠. (중략) 일종의 마법입니다. 보이지 않는 것은 정확히 짚을 수도, 알 수도 없죠." 힐뒤르는 최종장이 크고 웅장하며 극적이기를 바란다고 결론지었다. 영화 전체에 걸쳐 진행되고 있는 주제곡의 바리에이션들과 함께, 그녀는 아서에게 영화를 나갈 웅대한 출구가 필요하다고 느꼈다. 머레이는 필립스 감독 및 영화 편집자 제프 그로스와의 협력에 대해, 작곡가 힐뒤르 그뷔드나도티르의 음악과 함께 효과를 사용하여 영화의 긴장감을 높이는 방법, 효과음, 현장 녹음 및 영상팀이 사운드트랙에 독특한 느낌을 추가한 방법에 대해 말했다.

## 발매
WaterTower Music은 2019년 9월 27일에 《조커》의 공식 사운드트랙 앨범을 디지털 다운로드로 발매했고, 이후 12월 13일에 픽처 디스크와 사운드트랙의 컬러 레코드 에디션을 출시했다. 보라색 디스크는 캐릭터의 시그니처 색상을 표시하고, 두 번째 디스크에는 광대 분장을 한 호아킨 피닉스 사진이 표지에 있다. 앨범 발매 당일 힐뒤르는 자신의 트위터에 "네티즌 여러분, 다 끝났습니다! 조커와 1년 반 이상 동거한 끝에 드디어 그의 음악이 여러분을 찾아갑니다! 이 음악에 재능을 빌려주신 모든 분들께 진심으로 감사드립니다. 이 프로젝트를 끝내는 데 얼마나 많은 사람들이 애를 썼는지 몰라요!"

## 수록곡 목록

### CD 버전
모든 수록곡은 힐뒤르 그뷔드나도티르가 작곡했다.
전체 작사·작곡: 힐뒤르 그뷔드나도티르
| #            | 제목                            | 재생 시간 |
| ------------ | ------------------------------- | --------- |
| 1.           | 〈Hoyt's Office〉               | 1:24      |
| 2.           | 〈Defeated Clown〉              | 2:39      |
| 3.           | 〈Following Sophie〉            | 1:33      |
| 4.           | 〈Penny in the Hospital〉       | 1:18      |
| 5.           | 〈Young Penny〉                 | 2:01      |
| 6.           | 〈Meeting Bruce Wayne〉         | 4:35      |
| 7.           | 〈Hiding in the Fridge〉        | 1:23      |
| 8.           | 〈A Bad Comedian〉              | 1:28      |
| 9.           | 〈Arthur Comes to Sophie〉      | 1:39      |
| 10.          | 〈Looking for Answers〉         | 0:51      |
| 11.          | 〈Penny Taken to the Hospital〉 | 1:49      |
| 12.          | 〈Subway〉                      | 3:33      |
| 13.          | 〈Bathroom Dance〉              | 2:08      |
| 14.          | 〈Learning How to Act Normal〉  | 1:17      |
| 15.          | 〈Confession〉                  | 1:29      |
| 16.          | 〈Escape from the Train〉       | 2:31      |
| 17.          | 〈Call Me Joker〉               | 4:48      |
| 총 재생 시간 | 총 재생 시간                    | 36:26     |

### "라이브! 머레이 프랭클린 쇼"의 노래
모든 트랙은 엘리스 드레인과 그의 재즈 오케스트라가 연주한다.
| #            | 제목                                                                                        | 재생 시간 |
| ------------ | ------------------------------------------------------------------------------------------- | --------- |
| 1.           | 〈The Live! with Murray Franklin Theme〉 (Judson Crane, Mark Hollingsworth, Bill O'Connell) | 0:51      |
| 2.           | 〈If You're Happy and You Know It〉 (Joe Raposo feat: Chaim Tenenbaum)                      | 1:23      |
| 3.           | 〈That's Life [Instrumental Version]〉 (Kelly Gordon and Dean K. Thompson)                  | 2:49      |
| 4.           | 〈Smile [Instrumental Version]〉 (Charlie Chaplin, Geoffrey Parsons, James Turner)          | 0:33      |
| 총 재생 시간 | 총 재생 시간                                                                                | 4:56      |

### 앨범에 수록되지 않은 영화 음악
| #  | 제목                                    | 출연자/작가                                              | 장면/대사 | Ref.          |
| -- | --------------------------------------- | -------------------------------------------------------- | --- | ------------- |
| 1  | Send In the Clowns                      | 프랭크 시나트라                                          | 세 명의 웨인 엔터프라이즈사 직원이 지하철 신에서 이 노래를 부르고, 《조커》의 엔딩 크레딧에서 프랭크 시나트라 버전이 재생된다. | [ 53 ] [ 54 ] |
| 2  | Everybody Plays the Fool                | 메인 인그레디언트                                        | 랜들이 아서에게 직장에서 총을 빌려주는 장면.                                                                                   | [ 55 ]        |
| 3  | 우리 모두 다같이 손뼉을                 | 차임 테넨바움                                            | 아서는 병원에서 아이들을 즐겁게 하는 장면                                                                                      | [ 56 ]        |
| 4  | Here Comes the King                     | 스티브 카르멘                                            | 아서가 집에 도착했을 때 TV에서 재생 중이다.                                                                                    | [ 57 ]        |
| 5  | Slap That Bass                          | 프레드 아스테어                                          | 영화 Shall We Dance (1937)는 총을 든 아서 장난감으로 TV에서 재생되고 있다.                                                     | [ 58 ]        |
| 6  | My Name Is Carnival(내 이름은 카니발)   | 잭슨 C. 프랭크                                           | 아서가 직장 동료들에게 총이 랜들의 것이라고 말하면서 짐을 싸는 장면.                                                           | [ 59 ]        |
| 7  | Rooftop                                 | 막달라 마리아의 힐두르 구드나도티르와 요한 요한손 (2018) | 아서가 머레이의 청중 속에 있는 자신을 보는 장면                                                                                | [ 57 ]        |
| 8  | The Moon Is A Silver Dollar (달은 은화) | 로렌스 웰크와 그의 오케스트라                            | 아서가 소피를 만나고 그의 아파트로 돌아와서 페니를 욕조에서 씻기는 동안 라디오에서 계속 재생되는 노래.                         | [ 60 ]        |
| 9  | Temptation Rag                          | 클로드 볼링                                              | 아서가 표지판을 돌리는 동안 한 남자가 거리에서 피아노로 연주하는 곡.                                                           | [ 57 ]        |
| 10 | Smile                                   | 지미 듀란테                                              | 아서의 스탠드업 코미디언 첫 공연 이후.                                                                                         | [ 61 ]        |
| 11 | That's Life                             | 프랭크 시나트라                                          | 아서가 상징적인 녹색 음영으로 머리를 염색하는 동안 재생되며, 아서가 아캄 홀을 뛰어갈 때 재등장한다.                            | [ 62 ]        |
| 12 | Rock and Roll Part 2                    | 게리 글리터                                              | 아서가 조커의 전체 앙상블을 입고 늦은 밤 데뷔를 하기 위해 큰 계단을 펄쩍 뛰며 춤을 춘다고 들었다.                              | [ 63 ] [ 64 ] |
| 13 | " 스페인 벼룩 "                         | 레이 데이비스와 그의 버튼다운 황동                       | 머레이 프랭클린 쇼의 방송이 중단 장면. 구성은 인디언 헤드 테스트 패턴으로 재생됩니다.                                          | [ 65 ]        |
| 14 | " 화이트 룸 "                           | 크림                                                     | 폭도들이 조커를 호송하던 경찰차를 구급차로 충돌시켜 구출하는 장면                                                              | [ 66 ]        |
| 15 | Murray's Theme (머레이 테마)            | 저드슨 크레인과 마크 S. 홀링스워스                       | 머레이 프랭클린(Murray Franklin)이 현장에 들어와 TV에서 생중계됩니다.                                                          | [ 57 ]        |
| 16 | Murray's Late Night (머레이의 늦은 밤)  | 빌 오코넬                                                | 머레이 프랭클린의 심야 쇼 테마.                                                                                                | [ 57 ]        |

영화 감독 토드 필립스가 인스타그램에 《조커》 홍보차 게시한, 더 게스 후의 〈Laughing〉 편집본. 여기서 피닉스의 메이크업 장면을 처음으로 공개했다.

## 제작진
CD 라이너 노트에서 가져 온 크레딧이다.
모든 음악은 힐뒤르 그뷔드나도티르가 작곡하였다.
- Producers: Hildur Guðnadóttir, Sam Slater
- Executive album producer: Todd Phillips
- Executive in charge of music for Warner Bros. Pictures: Niki Sherrod
- Executive in charge of WaterTower Music: Jason Linn
- Music supervisors: Randall Poster, George Drakoulias
- Additional production: Gunnar Tynes
- Additional arrangements: Þórarinn Guðnason
- Executive score producer: Jason Ruder
- Music business affairs executive: Ray Gonzalez
- Art direction: Sandeep Sriram
- Soundtrack coordinator: Linda Christie
- Orchestrators: Andrew Kinney, Phillip Klein, Carl Rydlund
- Orchestra conducted by Jeff Atmajian
- Score recorded at The DiMenna Center
- Score mixed by Daniel Kresco
- Assistant engineer: Jeff Citron
- Nate "NV" Eaton studio assistant: Juan Simon Fernández
- Transcription by Black Ribbon Pro
- Score mixed at Downtown Music, New York City, New York
- Berlin assistants: Rick Vincent Will, Henrik Havelka
- New York recording engineers: Alex Vengeur, Tim Machiafava
- New York recording engineer: Alex Vengeur, Tim Machiafava, Neal Shaw, Matt Soares, Brandon Chevere
- New York assistant engineers: Neal Shaw, Matt Soares, Brandon Chevere, Carlos Mora, Phil Weinrobe

Featured instrumentalists
- Halldorophone: Hildur Guðnadóttir
- Voice: Hildur Guðnadóttir
- Cello: Hildur Guðnadóttir
- Percussion: Hildur Guðnadóttir
- Musical Sound Design: Sam Slater
- Percussion: Sam Slater
- Programming: Sam Slater
- Additional musical sound design: Gunnar Tynes
- Synths: Gunnar Tynes
- Programming: Gunnar Tynes
- Additional musical sound design: Þórarinn Guðnason
- Viola: Viktor Orri Árnason
- Violin: Viktor Orri Árnason
- Viola: Eyvind Kang
- Violin: Eyvind Kang
- Cello: Clarice Jenson
- Double bass: Yair Elazar Glotman
- Double bass: Miller Wrenn
- Percussion: Ólafur Björn Ólafsson
- Polyend: Simon Goff, Antonio Pulli:

Woodwind
- Flute: Diva Goodfriend, Mindy Kaufman, Kathleen Nester, Tara Helen O'Connor, Tanya Witek
- Clarinet: Liam Burke, David Gould, Bohdan Hilash, Dean LeBlanc, Pavel Vinnitsky
- Bassoon: Gil DeJean, Billy Hestand, Harrison Miller, Damian Primis, Mark Romatz, Dan Shelly
- Horn: Barbara Jöstlein, Will de Vos, Javier Gandara, Brad Gemeinhardt, Kyle Hoyt, Aaron Korn, Jenny Ney, Theo Primis, Erik Ralske, Anne Scharer, Leelanee Sterrett, Dan Wions, Chad Yarbrough

Strings
- Violin: Peter Bahng, Tallie Brunfelt, Kelly Cho, Julia Choi, Daniel Constant, Monica Davis, Katherine Fong, Laura Frautschi, Margaret Gould, Kristi Helberg, Ming Hsin, Nanae Iwata, Dasol Jeong, Amy Kauffman, Sarah Kenner, Lisa Kim, Lisa G. Kim, Krzysztof Kuznik, Lisa Lee, Ann Lehmann, Francis Liu, Kuan Cheng Lu, Joanna Maurer, Yuri Namkung, Suzanne Ornstein, Cecee Pantikian, Jessica Park, Ragga Petursdottir, Annaliesa Place, Emily Popham, Sarah Pratt, Wen Qian, Derek Ratzenboeck, Theresa Salomon, Gabriel Schaff, Cathy Sim, David Southorn, Na Sun, Emma Sutton, Henry Wang, Savion Washington, Sharon Yamada, Jung Sun Yoo, Robin Zeh
- Viola: Matthew Beaugé, Caleb Burhans, Junah Chung, Desiree Elsevier, Danielle Farina, Nikki Federman, Will Frampton, Mary Hammann, Celia Hatton, Hung-Wei Huang, Conway Kuo, Natalia Lipkina, Todd Low, Jessica Meyer, Ken Mirkin, Nick Revel, Dov Scheindlin, Alissa Smith, Arnie Tanimoto, Jessica Troy
- Cello: Robert Burkhart, Gabriel Cabezas, Amanda Gookin, Clarice Jensen, Ana Kim, Christine Kim, Maureen McDermott, Joel Noyes, Sarah Seiver, Sophie Shao, Aaron Stokes, Caitlin Sullivan, Wendy Sutter, Oliver Weston, Allen Whear
- Bass: Gregg August, David Grossman, Lou Kosma, Daniel Krekeler, Jeremy McCoy, Satoshi Okamoto, John Patitucci, Troy Rinker, Dave Romano, Rion Wentworth

Brass
- Bass trombone: Marco Gomez, Kyle Mendiguchia
- Trombone: Demian Austin, Richard Harris, John Romero, Brian Santero
- Tuba: Andy Bovev

Special acknowledgement
- Peter Axelrad, Maria Belli, Paul Broucek, Rocco Carrozza, Vincenzo De La Rosa, Joe Kara, Kevin Kertes, Katie Lambert, Genevieve Morris, Ari Taitz, Robert Zick

## 차트 성적
| 차트(2019년~2020년)               | 최고 순위 |
| --------------------------------- | --------- |
| 벨기에 음반 (울트라톱 왈로니아)   | 124       |
| 벨기에 음반 (울트라톱 플랑드르)   | 125       |
| 프랑스 앨범 (SNEP)                | 168       |
| 스페인 앨범 (PROMUSICAE)          | 79        |
| 스위스 앨범 (Schweizer Hitparade) | 23        |
| 영국 독립 앨범 (OCC)              | 45        |
| 영국 사운드트랙 앨범 (OCC)        | 11        |
| 영국 독립 음반 브레이커스 (OCC)   | 11        |
| 미국 사운드트랙 음반 (빌보드)     | 19        |
| 미국 최고의 독립 음반 (빌보드)    | 41        |
| 미국 Top Current Albums (빌보드)  | 98        |

| 연도 | 곡                                                        | 최고 순위 |
| ---- | --------------------------------------------------------- | --------- |
| 2019 | "Bathroom Dance" (Scala) (Hildur Guðnadóttir)             | 1         |
| 2019 | "Call Me Joker" (Scala) (Hildur Guðnadóttir)              | 2         |
| 2019 | "Penny in the Hospital" (Classic FM) (Hildur Guðnadóttir) | 1         |

## 평가

### 초창기 반응
이 음악은 워너 브라더스가 아카데미상, 헐리우드 외신, 골든글로브 등 수상 투표 단체 회원을 대상으로 한 For Your Consideration 캠페인의 일부로 발표하면서 제92회 아카데미 시상식에서 아카데미 최우수 오리지널 스코어 부문 후보로 널리 평가되었다.

### 비평
| 전문가 평가       | 전문가 평가 |
| 평가 점수         | 평가 점수   |
| 출처              | 점수        |
| ----------------- | ----------- |
| Filmtracks        | [ 87 ]      |
| Movie Music UK    | [ 88 ]      |
| Sci-Fi Bulletin   | 10/10       |
| Joshua Valour     | 8/10        |
| The Film Magazine | 10/10       |

힐뒤르의 음악은 비평가들의 찬사를 받았다. 《옵저버》의 마크 커모드는 《조커》의 음악을 호평하며 "그뷔드나도티르의 찬란히도 우울한 음악은 불길한 저음의 현악기와 으르렁거리며 배회하는 베이스로 (마치 전쟁을 예언하는 재앙의 목소리와도 같이) 가득한 이 비열한 거리 위에서 욱신거릴 것 같다"고 글을 남겼다 《더 할리우드 리포터》의 데이비드 루니는 "이 모든 것은  힐뒤르 그뷔드나도티르의 음악이 자아내는 불안하고 우울한 분위기로 인해 더욱 어둡게 표현되며, 음악은 혼돈을 끌어올리면서 대단원을 내린다"고 썼다.《 내셔널 리뷰》의 카일 스미스는 이 음악을 "훌륭하다"고 묘사했다. 《Syfy》의 케일리 도널드손은 그뷔드나도티르의 음악을 "아름답고 잊혀지지 않는" 것으로 묘사하면서 "[...] 코믹스 영화에서 자주 들리는 파생 음악의 신선한 변화"라고 평했다. 《엠파이어》의 테리 화이트는 다음과 같이 썼다. "[그뷔드나도티르]의 《조커》 첼로를 언급하고 넘어가야 한다. 애절하고, 어두우며 찢어지는 듯한 소리." 《이코노믹 타임즈》는 "비주얼과 함께 놀라운 음향 디자인, 힐뒤르 그뷔드나도티르의 혼이 실린 배경 음악과 힘있는 작품이 뒤따른다"고 평했다.
《산타 바바라 인디펜던트》의 안토니오 모랄레스는 음악을 호평하며 "이 음악은 아서 플렉의 붕괴와 함께하며 상당한 수준의 서스펜스를 가미한다. 《Collider.com》의 아담 치트우드는 "[그뷔드나도티르의] 원곡은 잊혀지지 않고 아름다우며 때로는 끔찍하다. 올해 최고의 곡 중 하나이다"라고 극찬했다.
《가디언》의 존 르위스는 "영화 《조커》의 사운드트랙은 아이슬란드 작곡가 (그뷔드나도티르)를 위한 훌륭한 쇼케이스이다. 폐쇄된 발전소에서 녹음한 주변 소음을 교묘하게 조작하여 밀실 공포증을 불러 일으키던 HBO의 《체르노빌》처럼 혁신적이지는 않지만, 이 무시무시한 컬렉션은 발리우드 스타일의 울리는 바이올린과 불협화음의 보컬을 배경으로 으르렁거리는 첼로를 두어, 비정통적인 첼로 협주곡으로서 기능한다". 《임팩트》제임스 모턴은 다음과 같이 썼다. "[그뷔드나도티르]의 음악은 큐브릭의 《아이즈 와이드 셧》 (1999년) Jocelyn Pook의 음악을 연상시키지만 더 깊고 느리게 불타오른다. 두 영화 모두 꿈과 정신병이라는 일종의 변형된 현실을 포함하고 있다." 《메트로 타임즈》의 제릴린 조던은 "피닉스의 연기는 첼리스트이자 작곡가인 [그뷔드나도티르]의 지워지지 않는 음악 없이는 있을 수 없었다. 이 음악은 그 자체로 영화의 주요 배역으로 나타나며, 피닉스의 시선 뒤에 숨겨진 실제 이야기를 전달하는 측면에서 큰 힘이 된다"고 작성했다.
《필름 아일랜드》의 마이클 리는 이렇게 남겼다. " 이 모든 것은 힐뒤르 그뷔드나도티르의 위협적인 음악에 의해 고조되며, 이는 아서의 마음 속에서 타오르는 불씨를 점화시키는 것처럼 보인다." 《이스트 베이 익스프레스》에서 켈리 밴스는 그뷔드나도티르의 작곡을 "최면술을 불러일으키는 음악"이라 묘사했다. 《보스턴 헤럴드》 비평가 제임스 베니어는 "평소와는 또 다른 차원의, [그뷔드나도티르]의 애절한 음악은 《조커》의 영향에 큰 부분을 차지한다"고 적었다. 《메트로 위클리》의 안드레 헤리퍼드는 "영화에 연기는 흠 잡을 데 없으며, 작곡가 (중략) 그뷔드나도티르의 현악 위주 음악은 특히 각각의 연기에 맞춰져 있다. 특히 고담시의 억만장자이자 유력 시장 후보, 브루스 웨인의 아버지인 토마스 웨인의 미니 테마곡마저도. 《일리노이 타임즈》의 척 코플린스키는 필립스가 그뷔드나도티르의 "우레 같은 음악"을 쓴 것을 칭찬하며, 필립스가 관객들이 따라오지 못할 것임을 음악이 강조하고 있다고 말했다.

### 수상 및 후보
| 상                                            | 수상 날짜        | 부문                                         | 수상자/수상작                                | 결과 | Ref.            |
| --------------------------------------------- | ---------------- | -------------------------------------------- | -------------------------------------------- | ---- | --------------- |
| Academy Awards                                | 2020년 2월 9일   | Best Original Score                          | 힐뒤르 그뷔드나도티르                        | 수상 | [ 109 ] [ 110 ] |
| British Academy Film Awards                   | 2020년 2월 2일   | Best Original Score                          | 힐뒤르 그뷔드나도티르                        | 수상 | [ 111 ] [ 112 ] |
| 크리틱스 초이스 어워드                        | 2020년 1월 12일  | Best Score                                   | 힐뒤르 그뷔드나도티르                        | 수상 | [ 113 ] [ 114 ] |
| Florida Film Critics Circle                   | 2019년 12월 23일 | Best Score                                   | 힐뒤르 그뷔드나도티르                        | 후보 | [ 115 ]         |
| Georgia Film Critics Association              | 2020년 1월 10일  | Best Original Score                          | 힐뒤르 그뷔드나도티르                        | 후보 | [ 116 ] [ 117 ] |
| Gold Derby Awards                             | 2020년 2월 4일   | Best Score                                   | 힐뒤르 그뷔드나도티르                        | 수상 | [ 118 ] [ 119 ] |
| Golden Globe Awards                           | 2020년 1월 5일   | Best Original Score                          | 힐뒤르 그뷔드나도티르                        | 수상 | [ 120 ] [ 121 ] |
| Grammy Award                                  | 2021년 3월 14일  | Best Score Soundtrack for Visual Media       | 힐뒤르 그뷔드나도티르                        | 수상 | [ 122 ]         |
| Grammy Award                                  | 2021년 3월 14일  | Best Arrangement, Instrumental or A Cappella | 힐뒤르 그뷔드나도티르 (for "Bathroom Dance") | 후보 | [ 122 ]         |
| Hollywood Critics Association                 | 2020년 1월 9일   | Best Original Score                          | 힐뒤르 그뷔드나도티르                        | 수상 | [ 123 ] [ 124 ] |
| Hollywood Music in Media Awards               | 2019년 11월 20일 | Best Score in a Feature Film                 | 힐뒤르 그뷔드나도티르                        | 수상 | [ 125 ]         |
| Houston Film Critics Society                  | 2020년 1월 2일   | Best Original Score                          | 힐뒤르 그뷔드나도티르                        | 후보 | [ 126 ]         |
| International Film Music Critics Association  | 2020년 2월 20일  | Film Score of the Year                       | Joker                                        | 후보 | [ 127 ]         |
| International Film Music Critics Association  | 2020년 2월 20일  | Film Composer of the Year                    | 힐뒤르 그뷔드나도티르                        | 후보 | [ 127 ]         |
| International Film Music Critics Association  | 2020년 2월 20일  | Best Original Score for a Drama Film         | Joker                                        | 후보 | [ 127 ]         |
| International Film Music Critics Association  | 2020년 2월 20일  | Film Music Composition of the Year           | Call Me Joker                                | 후보 | [ 127 ]         |
| Online Film Critics Society                   | 2020년 1월 6일   | Best Original Score                          | 힐뒤르 그뷔드나도티르                        | 후보 | [ 128 ] [ 129 ] |
| San Diego Film Critics Society                | 2019년 12월 9일  | Best Use of Music                            | 힐뒤르 그뷔드나도티르                        | 후보 | [ 130 ]         |
| San Francisco Bay Area Film Critics Circle    | 2019년 12월 16일 | Best Original Score                          | 힐뒤르 그뷔드나도티르                        | 후보 | [ 131 ]         |
| Satellite Awards                              | 2019년 12월 19일 | Best Original Score                          | 힐뒤르 그뷔드나도티르                        | 수상 | [ 132 ] [ 133 ] |
| Seattle Film Critics Society                  | 2019년 12월 16일 | Best Original Score                          | 힐뒤르 그뷔드나도티르                        | 후보 | [ 134 ]         |
| 베네치아 국제 영화제                          | 2019년 9월 7일   | Premio Soundtrack Stars Award                | 힐뒤르 그뷔드나도티르                        | 수상 | [ 135 ] [ 136 ] |
| Washington D.C. Area Film Critics Association | 2019년 12월 8일  | Best Score                                   | 힐뒤르 그뷔드나도티르                        | 후보 | [ 137 ] [ 138 ] |

## 참고 문헌
1. ↑  Business Wire Editors (2019년 12월 13일). “Joker: Original Motion Picture Soundtrack Digital Album Now Available”. 《Business Wire》. 2021년 1월 5일에 원본 문서에서 보존된 문서. 2020년 1월 7일에 확인함.
2. ↑  Nolfi, Joey (2020년 1월 5일). “Joker composer Hildur Guðnadóttir becomes first solo woman to win Golden Globe for score”. 《Entertainment Weekly》. 2021년 1월 5일에 원본 문서에서 보존된 문서. 2020년 1월 7일에 확인함.
3. ↑  Beedle, Tim (2019년 12월 20일). “Setting Madness to Music: Hildur Guðnadóttir is Joker's Hidden Star”. 《Entertainment Weekly》. 2021년 1월 5일에 원본 문서에서 보존된 문서. 2020년 1월 7일에 확인함.
4. ↑  Jones, Damian (2019년 10월 2일). “Listen to the official 'Joker' soundtrack”. 《NME》. 2021년 1월 5일에 원본 문서에서 보존된 문서. 2020년 1월 7일에 확인함.
5. ↑  Parlevliet, Mirko (2019년 10월 4일). “Joker Soundtrack Released Digitally and Coming to Vinyl in December”. 《VitalThrills》. 2021년 1월 5일에 원본 문서에서 보존된 문서. 2020년 1월 7일에 확인함.
6. ↑  Godfrey, Alex (2019년 12월 13일). “Joker and Chernobyl composer Hildur Guðnadóttir: 'I'm treasure hunting'”. 《The Guardian》. 2021년 1월 5일에 원본 문서에서 보존된 문서. 2020년 1월 7일에 확인함.
7. ↑  Fekadu, Mesfin (2019년 12월 6일). “How Hildur Guðnadottir's music helps shape Arthur Fleck's metamorphosis into Joker”. 《The LA Times》. 2021년 1월 5일에 원본 문서에서 보존된 문서. 2020년 1월 7일에 확인함.
8. ↑  Wiseman, Andreas (2019년 10월 22일). “'Joker' Composer Hildur Gudnadottir Reveals How Music Helped Joaquin Phoenix Transform – The Contenders London Video”. 《Deadline Hollywood》. 2021년 1월 5일에 원본 문서에서 보존된 문서. 2020년 1월 7일에 확인함.
9. ↑  Brand, Madeleine (2019년 12월 24일). “Hildur Guðnadóttir composed 'Joker' soundtrack before the film was shot”. 《KCRW》. 2021년 1월 5일에 원본 문서에서 보존된 문서. 2020년 1월 7일에 확인함.
10. ↑  Franklin, Anna (2019년 9월 9일). “FNE at Venice 2019: Venice Prize Winners: Joker Wins Golden Lion”. 《Film New Europe Association》. 2021년 1월 5일에 원본 문서에서 보존된 문서. 2020년 1월 7일에 확인함.
11. ↑  Fekadu, Mesfin (2020년 1월 6일). “As First Woman to Win 'Original Score' Award Solo, 'Joker' Composer Hildur Guðnadóttir Makes History at Golden Globes”. 《Time》. 2020년 1월 6일에 원본 문서에서 보존된 문서. 2020년 1월 7일에 확인함.
12. ↑  Fleming, Mike Jr. (2017년 8월 22일). “The Joker Origin Story On Deck: Todd Phillips, Scott Silver, Martin Scorsese Aboard WB/DC Film”. 《Deadline Hollywood》. 2017년 8월 23일에 원본 문서에서 보존된 문서. 2019년 10월 8일에 확인함.
13. 1 2  Morales, Wilson (2019년 10월 2일). “Exclusive: Todd Phillips on directing 'Joker', casting Joaquin Phoenix, & Hildur Guðnadóttir's score for the film”. 《Blackfilm》. 2021년 1월 5일에 원본 문서에서 보존된 문서. 2019년 10월 8일에 확인함.
14. ↑  SimpleNews Editors (2019년 9월 25일). “GENERALHow Joker Used Behind-the-Scenes Music as a Major Influence on Joaquin Phoenix”. 《SimpleNews》. 2021년 1월 5일에 원본 문서에서 보존된 문서. 2019년 10월 11일에 확인함.
15. ↑  Ćirić, Jelena (2018년 8월 22일). “Composer Hildur Guðnadóttir Hired for "The Joker" Film”. 《Iceland Review》. 2021년 1월 5일에 원본 문서에서 보존된 문서. 2019년 10월 9일에 확인함.
16. ↑  Parlevliet, Mirko (2019년 10월 4일). “Joker Soundtrack Released Digitally and Coming to Vinyl in December”. 《VitalThrills》. 2021년 1월 5일에 원본 문서에서 보존된 문서. 2019년 10월 9일에 확인함.
17. 1 2  M. Peterson, Karen (2019년 10월 4일). “Interview: Composer Hildur Guðnadóttir Talks Craft, Cellos, and Finding the Sound of 'Joker'”. 《AwardsCircuit.com》. 2019년 10월 5일에 원본 문서에서 보존된 문서. 2019년 10월 8일에 확인함.
18. ↑  Soundtrack Editors (2019년 10월 4일). “WaterTower Music Announces 'Joker' Soundtrack”. 《Soundtrack.Net》. 2021년 1월 5일에 원본 문서에서 보존된 문서. 2019년 10월 10일에 확인함.
19. 1 2 3 4 5 6 7 8 9  Wise, Damon (2019년 10월 5일). “Warner Bros Teases Eclectic Awards Season Slate With 'Joker', 'Motherless Brooklyn' & 'Just Mercy' – The Contenders London”. 《Deadline Hollywood》. 2021년 1월 5일에 원본 문서에서 보존된 문서. 2019년 10월 9일에 확인함.
20. ↑  Maniglia, Valentin (2019년 8월 21일). “"Anyone Can Write Music" - An Interview With Hildur Guðnadóttir”. 《Score It Magazine》. 2021년 1월 5일에 원본 문서에서 보존된 문서. 2019년 10월 11일에 확인함.
21. ↑  Georgievski, Nenad (2019년 10월 15일). “Hildur Gudnadottir: Telling Stories With Music”. 《All About Jazz》. 2021년 1월 5일에 원본 문서에서 보존된 문서. 2019년 10월 16일에 확인함.
22. 1 2  Desowitz, Bill (2019년 8월 19일). “Meet the Icelandic Composer Who Wrote Haunting Scores for 'Chernobyl' and 'Joker' at the Same Time”. 《IndieWire》. 2021년 1월 5일에 원본 문서에서 보존된 문서. 2019년 10월 10일에 확인함.
23. ↑  Bleasdale, John (2019년 8월 31일). “"I auditioned my laugh" Joaquin Phoenix on becoming Joker”. 《Hot Corn》. 2021년 1월 5일에 원본 문서에서 보존된 문서. 2019년 10월 10일에 확인함.
24. ↑  Kala Bhavani, Divya (2019년 7월 31일). “Working on 'Chernobyl' and 'Joker' came with a lot of pressure, says Emmy-nominated composer Hildur Guðnadóttir”. 《The Hindu》. 2019년 7월 31일에 원본 문서에서 보존된 문서. 2019년 10월 10일에 확인함.
25. 1 2 3 4 5 6  Schweiger, Daniel (2019년 10월 4일). “Interview with Hildur Guðnadóttir”. 《Film Music Magazine》. 2021년 1월 5일에 원본 문서에서 보존된 문서. 2019년 10월 11일에 확인함.
26. ↑  Broos, Robin (2019년 10월 16일). “Joker and Chernobyl composer Hildur Guðnadóttir: "I don't consider myself a film composer"”. 《De Morgen》. 2021년 1월 5일에 원본 문서에서 보존된 문서. 2019년 10월 18일에 확인함.
27. 1 2  Collinge, Miranda (2019년 10월 7일). “'Joker' Composer Hildur Guðnadóttir Is Shaking Up The Industry”. 《Esquire》. 2021년 1월 5일에 원본 문서에서 보존된 문서. 2019년 10월 10일에 확인함.
28. 1 2 3 4 5 6 7 8  National Public Radio Editors (2019년 10월 3일). “Composer Hildur Guðnadóttir Finds The Humanity In 'Joker'”. 《National Public Radio》. 2021년 1월 5일에 원본 문서에서 보존된 문서. 2019년 10월 10일에 확인함.
29. ↑  Greiving, Tim (2019년 10월 3일). “Composer Hildur Guðnadóttir Finds The Humanity In 'Joker'”. 《KCRW》. 2021년 1월 5일에 원본 문서에서 보존된 문서. 2019년 10월 10일에 확인함.
30. ↑  Ćirić, Jelena (2019년 9월 16일). “Full-Bodied Sound”. 《Iceland Review》. 2021년 1월 5일에 원본 문서에서 보존된 문서. 2019년 10월 11일에 확인함.
31. ↑  Bahr, Lindsey (2019년 8월 31일). “Joaquin Phoenix discusses preparing for role in 'Joker'”. 《Associated Press》. 2021년 1월 5일에 원본 문서에서 보존된 문서. 2019년 10월 15일에 확인함.
32. ↑  Murphy, Mekado (2019년 10월 7일). “Watch Joaquin Phoenix Do a Creepy Dance in 'Joker'”. 《The New York Times》. 2021년 1월 5일에 원본 문서에서 보존된 문서. 2019년 10월 10일에 확인함.
33. ↑  Film Music Media Editors (2019년 10월 4일). “Hildur Guðnadóttir”. 《Film Music Media》. 2021년 1월 5일에 원본 문서에서 보존된 문서. 2019년 10월 10일에 확인함.
34. ↑  William Cowen, Trace (2019년 10월 10일). “'Joker' Director Todd Phillips Breaks Down Joaquin Phoenix's Bathroom Dance Scene”. 《Complex》. 2021년 1월 5일에 원본 문서에서 보존된 문서. 2019년 10월 15일에 확인함.
35. ↑  Knoop, Joseph (2019년 10월 7일). “Joker: plot, cast, music, trailer and release date”. 《Classic FM》. 2021년 1월 5일에 원본 문서에서 보존된 문서. 2019년 10월 15일에 확인함.
36. 1 2  Knoop, Joseph (2019년 10월 9일). “Joker Director Reveals How the Score Changed That One Key Scene”. 《IGN》. 2021년 1월 5일에 원본 문서에서 보존된 문서. 2019년 10월 11일에 확인함.
37. ↑  Warner Brothers Editors (2019년 8월 31일). “Joker Production Notes”. 《Warner Bros.》. 2021년 1월 5일에 원본 문서에서 보존된 문서. 2019년 10월 14일에 확인함.
38. ↑  Sharf, Zack (2019년 10월 10일). “'Joker': Here's the Original Bathroom Scene Joaquin Phoenix Threw Out With His Improvisation”. 《IndieWire》. 2021년 1월 5일에 원본 문서에서 보존된 문서. 2019년 10월 16일에 확인함.
39. 1 2  Goldowitz, Paul (2019년 8월 9일). “HILDUR GUÐNADÓTTIR”. 《Pop Disciple》. 2021년 1월 5일에 원본 문서에서 보존된 문서. 2019년 10월 15일에 확인함.
40. ↑  Williams, Lain (2019년 10월 5일). “Joker: Original Motion Picture Soundtrack Digital Album Now Available”. 《That Moment In》. 2021년 1월 5일에 원본 문서에서 보존된 문서. 2019년 10월 11일에 확인함.
41. ↑  “Archived copy” (PDF). 2021년 1월 5일에 원본 문서 (PDF)에서 보존된 문서. 2020년 1월 12일에 확인함.
42. ↑  “This strange instrument from Joker soundtrack was invented in Finland”. 《Aalto University》 (영어). 2021년 1월 5일에 원본 문서에서 보존된 문서. 2020년 10월 26일에 확인함.
43. 1 2  Desowitz, Bill (2019년 10월 4일). “'Joker': How Joaquin Phoenix Found His Muse with the 'Bathroom Dance' Musical Theme”. 《IndieWire》. 2021년 1월 5일에 원본 문서에서 보존된 문서. 2019년 10월 15일에 확인함.
44. 1 2  Giroux, Jack (2019년 10월 10일). “'Joker' Composer Hildur Guðnadóttir on the Magic of the Unsaid and That Stunning Final Scene [Interview]”. 《/Film》. 2021년 1월 5일에 원본 문서에서 보존된 문서. 2019년 10월 11일에 확인함.
45. ↑  Tangcay, Jazz (2019년 9월 30일). “Interview: Hildur Guðnadóttir Discusses Composing the Score for 'Joker'”. 《Awards Daily》. 2021년 1월 5일에 원본 문서에서 보존된 문서. 2019년 10월 15일에 확인함.
46. ↑  Andersen, Asbjoern (2019년 10월 15일). “DESIGNING THE DARK AND GRITTY SOUND OF JOKER – WITH OSCAR-WINNING SOUND SUPERVISOR ALAN ROBERT MURRAY”. 《A Sound Effect》. 2021년 1월 5일에 원본 문서에서 보존된 문서. 2020년 1월 7일에 확인함.
47. ↑  Yahoo Editors (2019년 9월 27일). “Yahoo! Joker: Original Motion Picture Soundtrack Digital Album Now Available”. 《Yahoo!》. 2019년 10월 18일에 확인함.
48. ↑  Film Music Reporter Editors (2019년 9월 23일). “'Joker' Soundtrack Details”. 《Film Music Reporter》. 2019년 9월 24일에 원본 문서에서 보존된 문서. 2019년 10월 19일에 확인함.
49. ↑  WaterTower Music Editors (2019년 10월 4일). “JOKER: ORIGINAL MOTION PICTURE SOUNDTRACK - AVAILABLE NOW”. 《WaterTower Music》. 2021년 1월 5일에 원본 문서에서 보존된 문서. 2019년 10월 19일에 확인함.
50. ↑  Diaz, Eric (2019년 10월 2일). “Listen to 2 Exclusive Tracks From the JOKER Soundtrack”. 《WaterTower Music》. 2021년 1월 5일에 원본 문서에서 보존된 문서. 2019년 10월 19일에 확인함.
51. ↑  Guðnadóttir, Hildur (2019년 9월 25일). “Internet world, it's out!!”. 《Twitter》. 2021년 1월 5일에 원본 문서에서 보존된 문서. 2019년 10월 19일에 확인함.
52. ↑  Watertower Music Editors (2019년 10월 25일). “Songs from Live! With Murray Franklin”. 《Spotify》. 2020년 1월 3일에 원본 문서에서 보존된 문서. 2020년 1월 7일에 확인함.
53. ↑  Jones, Nate (2019년 10월 4일). “Everything You Wanted to Know About Joker But Were Too Freaked Out to Ask”. 《Vulture》. 2021년 1월 5일에 원본 문서에서 보존된 문서. 2019년 10월 19일에 확인함.
54. ↑  Vejvoda, Jim (2019년 10월 12일). “Joker Ending Explained: What Happened at the End of Joker?”. 《IGN》. 2021년 1월 5일에 원본 문서에서 보존된 문서. 2019년 10월 19일에 확인함.
55. ↑  Cecchini, Mike (2019년 10월 7일). “Joker: Easter eggs and DC references you might have missed”. 《Den of Geek》. 2021년 1월 5일에 원본 문서에서 보존된 문서. 2019년 10월 19일에 확인함.
56. ↑  Relatable Brand (2019년 10월 15일). “Joker Unintentionally Personifies 2019”. 《Medium》. 2019년 11월 9일에 원본 문서에서 보존된 문서. 2019년 10월 19일에 확인함.
57. 1 2 3 4 5  Gorber, Jason (2019년 10월 15일). “How the 'Joker' Soundtrack Complements the Film's Vicious Vision”. 《/Film》. 2021년 1월 5일에 원본 문서에서 보존된 문서. 2019년 10월 19일에 확인함.
58. ↑  Lattanzio, Ryan (2019년 10월 13일). “'Joker': A Dance Critic Breaks Down Joaquin Phoenix's Unnerving Moves”. 《IndieWire》. 2021년 1월 5일에 원본 문서에서 보존된 문서. 2019년 10월 19일에 확인함.
59. ↑  Monk, A.O. (2019년 10월 14일). “About Joker”. 《Medium》. 2021년 1월 5일에 원본 문서에서 보존된 문서. 2019년 10월 19일에 확인함.
60. ↑  Moran, Sarah (2019년 10월 4일). “Every Song On Joker's Soundtrack”. 《Screen Rant》. 2021년 1월 5일에 원본 문서에서 보존된 문서. 2019년 10월 19일에 확인함.
61. ↑  Leo Sigh Editors (2019년 10월 5일). “Listen to Jimmy Durante's 'Smile' from Joker and Arthur's stand-up routine”. 《Leo Sigh》. 2021년 1월 5일에 원본 문서에서 보존된 문서. 2019년 10월 19일에 확인함.
62. ↑  Rottenberg, Josh (2019년 10월 4일). “'Joker' ending explained: Director Todd Phillips on fan theories and open questions”. 《The Los Angeles Times》. 2019년 10월 5일에 원본 문서에서 보존된 문서. 2019년 10월 19일에 확인함.
63. ↑  Rooney, David (2019년 8월 31일). “'Joker': Film Review Venice 2019”. 《The Hollywood Reporter》. 2021년 1월 5일에 원본 문서에서 보존된 문서. 2019년 10월 19일에 확인함.
64. ↑  Weston, Christopher (2019년 10월 8일). “Why Joker's use of Rock & Roll Part 2 actually makes perfect sense”. 《HITC》. 2021년 1월 5일에 원본 문서에서 보존된 문서. 2019년 10월 19일에 확인함.
65. ↑  Tourangeau, Casey (2019년 10월 10일). “Joker”. 《Dear Cast & Crew》. 2021년 1월 5일에 원본 문서에서 보존된 문서. 2019년 10월 19일에 확인함.
66. ↑  T, Andy (2019년 10월 7일). “Send In The Clowns: A Review and Examination of "Joker" (2019)”. 《Core 4 Podcast》. 2021년 1월 5일에 원본 문서에서 보존된 문서. 2019년 10월 19일에 확인함.
67. ↑  Parker, Ryan (2018년 9월 21일). “First Look at Joaquin Phoenix in Joker Makeup Revealed”. 《The Hollywood Reporter》. 2021년 1월 5일에 원본 문서에서 보존된 문서. 2019년 10월 19일에 확인함.
68. ↑  Watertower Music Editors (2019년 10월 4일). “Joker (Original Motion Picture Soundtrack)”. 《Watertower Music》. 2021년 1월 5일에 원본 문서에서 보존된 문서. 2019년 10월 8일에 확인함.
69. ↑  “SOUNDTRACK / HILDUR GUÐNADÓTTIR - JOKER”. 《Ultratop》. 2019년 12월 10일. 2021년 1월 5일에 원본 문서에서 보존된 문서. 2020년 1월 7일에 확인함.
70. ↑  “SOUNDTRACK / HILDUR GUÐNADÓTTIR - JOKER”. 《Ultratop》. 2019년 12월 10일. 2021년 1월 5일에 원본 문서에서 보존된 문서. 2020년 1월 7일에 확인함.
71. ↑  Official Charts Company Editors (2019년 12월 10일). “TOPS DE LA SEMAINE -TOP ALBUMS”. 《Official Charts Company》. 2021년 1월 5일에 원본 문서에서 보존된 문서. 2020년 1월 7일에 확인함.
72. ↑  “Top 100 Albumes – Semana 7: del 7.2.2020 al 13.2.2020” (스페인어). 푸로무시카에. 2021년 1월 5일에 원본 문서에서 보존된 문서. 2020년 2월 19일에 확인함.
73. ↑  “Soundtrack / Hildur Guðnadóttir – Joker”. 《hitparade.ch》 (독일어). 2020년 3월 4일에 확인함.
74. ↑  “Official Independent Albums Chart Top 50 - 11 to 17 October”. 《Official Charts Company》. 2019년 10월 11일. 2019년 4월 11일에 원본 문서에서 보존된 문서. 2019년 10월 17일에 확인함.
75. ↑  “Official Soundtrack Albums Chart Top 50 - 11 to 17 October”. 《Official Charts Company》. 2019년 10월 11일. 2015년 2월 24일에 원본 문서에서 보존된 문서. 2019년 10월 17일에 확인함.
76. ↑  “Official Independent Album Breakers Chart Top 20 - 11 to 17 October”. 《Official Charts Company》. 2019년 10월 11일. 2021년 1월 5일에 원본 문서에서 보존된 문서. 2019년 10월 17일에 확인함.
77. ↑  “US Soundtrack Albums”. 《Billboard》. 2019년 10월 19일. 2020년 1월 7일에 확인함.[깨진 링크]
78. ↑  “Top Independent Albums”. 《Billboard》. 2019년 10월 19일. 2020년 1월 7일에 확인함.[깨진 링크]
79. ↑  “US Top Current Albums”. 《Billboard》. 2019년 10월 19일. 2020년 1월 7일에 확인함.[깨진 링크]
80. 1 2  Official Charts Company Editors (2019년 10월 12일). “Official Independent Album Breakers Chart Top 20 - 12 to 18 October”. 《Official Charts Company》. 2021년 1월 5일에 원본 문서에서 보존된 문서. 2019년 10월 18일에 확인함.
81. ↑  Classic FM Editors (2019년 10월 12일). “The Classic FM Chart - Browse this week's Top 10”. 《Classic FM (UK)》. 2021년 1월 5일에 원본 문서에서 보존된 문서. 2019년 10월 19일에 확인함.
82. ↑  Warner Bros. Editors (2019년 10월 14일). “For Your Consideration - Joker”. 《Warner Bros.》. 2019년 10월 19일에 확인함.[깨진 링크(과거 내용 찾기)]
83. ↑  Feinberg, Scott (2019년 10월 7일). “"Outstanding," "Irresponsible": Oscar Voters React to 'Joker,' With Many Avoiding It”. 《The Hollywood Reporter》. 2021년 1월 5일에 원본 문서에서 보존된 문서. 2019년 10월 17일에 확인함.
84. ↑  Ward, Matt (2019년 10월 6일). “Joker: Origins of psychosis and villainy”. 《Cinematic Considerations》. 2019년 10월 16일에 확인함.
85. ↑  Barta, Preston (2019년 10월 2일). “Sad clown: Phoenix enthralls, repels as apex villain in DC Universe”. 《The Movie Sleuth》. 2021년 1월 5일에 원본 문서에서 보존된 문서. 2019년 10월 17일에 확인함.
86. ↑  Wilson, Sean (2019년 10월 9일). “Joker: listen to 5 emotionally-charged tracks from Hildur Guðnadóttir's score”. 《Cineworld》. 2019년 10월 17일에 확인함.[깨진 링크(과거 내용 찾기)]
87. ↑  “Filmtracks: Joker (Hildur Guðnadóttir)”.
88. ↑  Broxton, Jonathan (2019년 9월 29일). “JOKER – Hildur Guðnadóttir”. 《Movie Music UK》. 2021년 1월 5일에 원본 문서에서 보존된 문서. 2019년 10월 10일에 확인함.
89. ↑  Joy, Nick (2019년 9월 25일). “Review: Joker: Original Motion Picture Soundtrack”. 《Sci-Fi Bulletin》. 2021년 1월 5일에 원본 문서에서 보존된 문서. 2019년 10월 20일에 확인함.
90. ↑  Valour, Joshua (2019년 9월 28일). “JOKER Soundtrack Review”. 《Joshua Valour》. 2021년 1월 5일에 원본 문서에서 보존된 문서. 2019년 10월 20일에 확인함.
91. ↑  Wade, Joseph (2019년 9월 27일). “Joker (2019) Review”. 《The Film Magazine》. 2021년 1월 5일에 원본 문서에서 보존된 문서. 2019년 10월 20일에 확인함.
92. ↑  Just a few examples of critical acclaim for Joker: Original Motion Picture Soundtrack:
93. ↑  Kermode, Mark (2019년 10월 6일). “Joker review – an ace turn from Joaquin Phoenix”. 《The Observer》. 2019년 10월 6일에 원본 문서에서 보존된 문서. 2019년 10월 10일에 확인함.
94. ↑  Rooney, David (2019년 8월 31일). “'Joker': Film Review Venice 2019”. 《The Hollywood Reporter》. 2021년 1월 5일에 원본 문서에서 보존된 문서. 2019년 10월 10일에 확인함.
95. ↑  Smith, Kyle (2019년 10월 3일). “Joker: The Most Unsettling of All Comic-Book Movies”. 《The National Review》. 2021년 1월 5일에 원본 문서에서 보존된 문서. 2019년 10월 10일에 확인함.
96. ↑  Donaldson, Kayleigh (2019년 9월 19일). “JOKER ISN'T INCEL BAIT, BUT THERE'S STILL A LOT WE NEED TO TALK ABOUT”. 《Syfy》. 2021년 1월 5일에 원본 문서에서 보존된 문서. 2019년 10월 10일에 확인함.
97. ↑  White, Terri (2019년 9월 30일). “Joker Review”. 《Empire Magazine》. 2021년 1월 5일에 원본 문서에서 보존된 문서. 2019년 10월 10일에 확인함.
98. ↑  The Economic Times Editors (2019년 10월 7일). “'Joker' review: A film that is intense, stirring and unnerving all at once”. 《The Economic Times》. 2021년 1월 5일에 원본 문서에서 보존된 문서. 2019년 10월 11일에 확인함.
99. ↑  Morales, Antonio (2019년 10월 10일). “Review: 'Joker' is Jarring and Introspective”. 《The Santa Barbara Independent》. 2021년 1월 5일에 원본 문서에서 보존된 문서. 2019년 10월 11일에 확인함.
100. ↑  Chitwood, Adam (2019년 9월 10일). “Oscar Beat: 'Joker' Launches Joaquin Phoenix into the Awards Race”. 《Collider.com》. 2021년 1월 5일에 원본 문서에서 보존된 문서. 2019년 10월 12일에 확인함.
101. ↑  Lewis, John (2019년 10월 11일). “Alice Zawadzki: Within You Is a World of Spring review – vivid blend of Schubert, Spain and Stevie Wonder”. 《The Guardian》. 2021년 1월 5일에 원본 문서에서 보존된 문서. 2019년 10월 16일에 확인함.
102. ↑  Morton, James (2019년 10월 11일). “FILM REVIEW: JOKER”. 《Impact》. 2021년 1월 5일에 원본 문서에서 보존된 문서. 2019년 10월 16일에 확인함.
103. ↑  Jordan, Jerilyn (2019년 10월 4일). “'Joker' is a forced laugh in the dark”. 《Metro Times》. 2021년 1월 5일에 원본 문서에서 보존된 문서. 2019년 10월 16일에 확인함.
104. ↑  Lee, Michael (2019년 10월 4일). “Review: Joker”. 《Film Ireland》. 2021년 1월 5일에 원본 문서에서 보존된 문서. 2019년 10월 16일에 확인함.
105. ↑  Vance, Kelly (2019년 10월 1일). “Phoenix Rising”. 《The East Bay Express》. 2021년 1월 5일에 원본 문서에서 보존된 문서. 2019년 10월 16일에 확인함.
106. ↑  Vance, Kelly (2019년 10월 4일). “'Joker's a wild, dark ride”. 《The East Bay Express》. 2021년 1월 5일에 원본 문서에서 보존된 문서. 2019년 10월 16일에 확인함.
107. ↑  Hereford, André (2019년 10월 3일). “Film Review: 'Joker' offers a terrifying version of Batman's nemesis”. 《Metro Weekly》. 2021년 1월 5일에 원본 문서에서 보존된 문서. 2019년 10월 16일에 확인함.
108. ↑  Koplinski, Chuck (2019년 10월 3일). “Thoughtful, flawed Joker a cry for mental health reform”. 《Illinois Times》. 2021년 1월 5일에 원본 문서에서 보존된 문서. 2019년 10월 16일에 확인함.
109. ↑  Barnes, Brooks (2020년 1월 13일). “Oscar Nominations 2020: 'Joker' and 'Irishman' Lead the Nominees”. 《The New York Times》. 2020년 1월 14일에 원본 문서에서 보존된 문서. 2020년 1월 13일에 확인함.
110. ↑  Pedersen, Erik (2020년 2월 9일). “Oscars: 'Parasite' Wins Best Picture – The Complete Winners List”. 《Deadline Hollywood》. 2020년 10월 27일에 원본 문서에서 보존된 문서. 2020년 2월 10일에 확인함.
111. ↑  Ritman, Alex (2020년 1월 6일). “BAFTA Nominations: 'Joker' Leads the Pack”. 《The Hollywood Reporter》. 2020년 1월 7일에 원본 문서에서 보존된 문서. 2020년 1월 7일에 확인함.
112. ↑  Hipes, Patrick (2020년 2월 2일). “BAFTA Awards: '1917' Takes Best Film And Leads Way With Seven Wins – The Complete Winners List”. 《Deadline Hollywood》. 2020년 2월 2일에 원본 문서에서 보존된 문서. 2020년 2월 3일에 확인함.
113. ↑  Hammond, Pete (2019년 12월 8일). “'The Irishman','Once Upon A Time In Hollywood' Lead Critics Choice Nominations; Netflix Dominates With 61 Nods In Movies And TV”. 《Deadline Hollywood》. 2019년 12월 8일에 원본 문서에서 보존된 문서. 2020년 1월 7일에 확인함.
114. ↑  Ramos, Dino-Ray (2020년 1월 12일). “Critics' Choice Awards: 'Once Upon A Time In Hollywood' Wins Best Picture, Netflix And HBO Among Top Honorees – Full Winners List”. 《Deadline Hollywood》. 2020년 2월 16일에 원본 문서에서 보존된 문서. 2020년 1월 13일에 확인함.
115. ↑  Neglia, Matt (2019년 12월 19일). “The 2019 Florida Film Critics Circle (FFCC) Nominations”. 《Next Best Picture》. 2019년 12월 19일에 원본 문서에서 보존된 문서. 2019년 12월 19일에 확인함.
116. ↑  Jorgenson, Todd (2020년 1월 3일). “The 2019 Georgia Film Critics Association (GFCA) Nominations”. 《Dallas–Fort Worth Film Critics Association》. 2020년 1월 3일에 원본 문서에서 보존된 문서. 2020년 1월 7일에 확인함.
117. ↑  Georgia Film Critics Association Editors (2020년 1월 10일). “2019 Awards”. 《Georgia Film Critics Association》. 2021년 1월 5일에 원본 문서에서 보존된 문서. 2020년 1월 10일에 확인함.
118. ↑  Montgomery, Daniel (2020년 1월 21일). “2020 Gold Derby Film Awards nominations: 'Parasite' and 'Once Upon a Time in Hollywood' lead with 11”. 《Gold Derby Awards》. 2020년 11월 17일에 원본 문서에서 보존된 문서. 2020년 1월 21일에 확인함.
119. ↑  Montgomery, Daniel (2020년 2월 4일). “2020 Gold Derby Film Awards: 'Parasite' wins 6 including Best Picture, Joaquin Phoenix and Lupita Nyong'o take lead prizes”. 《Gold Derby Awards》. 2020년 2월 4일에 원본 문서에서 보존된 문서. 2020년 2월 5일에 확인함.
120. ↑  Variety Editors (2019년 12월 9일). “2020 Golden Globe Nominations: The Complete List”. 《Variety》. 2019년 12월 9일에 원본 문서에서 보존된 문서. 2019년 12월 8일에 확인함.
121. ↑  Stolworthy, Jacob (2020년 1월 6일). “Golden Globes 2020 winners: The full list”. 《The Independent》. 2020년 10월 27일에 원본 문서에서 보존된 문서. 2020년 1월 7일에 확인함.
122. ↑  Willman, Chris (2020년 11월 24일). “Grammy Awards Nominations 2021: The Complete List”. 《Variety》. 2020년 2월 21일에 원본 문서에서 보존된 문서. 2020년 11월 24일에 확인함.
123. ↑  Sandoval, Michael (2019년 11월 25일). “Hollywood Critics Association Award Nominations Released”. 《Muse TV》. 2021년 1월 5일에 원본 문서에서 보존된 문서. 2019년 11월 26일에 확인함.
124. ↑  Variety Editors (2020년 1월 9일). “'1917' Wins Best Picture at 3rd Annual Hollywood Critics Association Awards”. 《Variety》. 2020년 1월 10일에 원본 문서에서 보존된 문서. 2020년 1월 10일에 확인함.
125. ↑  “2019 HMMA Winners”. 《Hollywood Music in Media Awards》. 2019년 11월 20일. 2018년 11월 18일에 원본 문서에서 보존된 문서. 2019년 11월 20일에 확인함.
126. ↑  Houston Film Critics Society Editors (2020년 1월 2일). “The 2019 Houston Film Critics Society (HFCS) Winners”. 《Next Best Picture》. 2020년 1월 3일에 원본 문서에서 보존된 문서. 2020년 1월 3일에 확인함.
127. ↑  International Film Music Critics Association Editors (2020년 2월 20일). “IFMCA Award Winners 2019”. 《International Film Music Critics Association》. 2020년 2월 21일에 원본 문서에서 보존된 문서. 2019년 2월 20일에 확인함.
128. ↑  Neglia, Matt (2019년 12월 23일). “The 2019 Online Film Critics Society (OFCS) Nominations”. 《Next Best Picture》. 2019년 12월 24일에 원본 문서에서 보존된 문서. 2019년 12월 24일에 확인함.
129. ↑  Patterson, Adam (2020년 1월 6일). “The Online Film Critics Society (OFCS) Announces 2019 Award Winners”. 《Film Pulse》. 2020년 1월 8일에 원본 문서에서 보존된 문서. 2020년 1월 8일에 확인함.
130. ↑  San Diego Film Critics Society Editors (2019년 12월 9일). “2019 San Diego Film Critics Society's Awards”. 《San Diego Film Critics Society》. 2019년 12월 9일에 원본 문서에서 보존된 문서. 2019년 12월 9일에 확인함.
131. ↑  San Francisco Bay Area Film Critics Circle Editors (2019년 12월 13일). “SFBAFCC 2019 AWARDS”. 《San Francisco Bay Area Film Critics Circle》. 2020년 3월 4일에 원본 문서에서 보존된 문서. 2019년 12월 14일에 확인함.
132. ↑  “INTERNATIONAL PRESS ACADEMY THE 24TH ANNUAL SATELLITE AWARDS” (PDF). 《Satellite Awards》. 2019년 12월 2일. 2019년 12월 3일에 원본 문서 (PDF)에서 보존된 문서. 2019년 12월 3일에 확인함.
133. ↑  Neglia, Matt (2019년 12월 19일). “The 2019 Satellite Award Winners”. 《Next Best Picture》. 2019년 12월 20일에 원본 문서에서 보존된 문서. 2019년 12월 20일에 확인함.
134. ↑  Neglia, Matt (2019년 12월 16일). “The 2019 Seattle Film Critics Society (SFCS) Winners”. 《Next Best Picture》. 2021년 1월 5일에 원본 문서에서 보존된 문서. 2019년 12월 16일에 확인함.
135. ↑  Anderson, Ariston (2019년 9월 7일). “Venice: Todd Phillips' 'Joker' Wins Golden Lion, Roman Polanski Wins Silver Lion”. 《The Hollywood Reporter》. 2019년 9월 7일에 원본 문서에서 보존된 문서. 2019년 10월 8일에 확인함.
136. ↑  Venice Biennale Editors (2019년 9월 6일). “COLLATERAL AWARDS OF THE 76TH VENICE FILM FESTIVAL”. 《Venice Biennale》. 2019년 9월 7일에 원본 문서에서 보존된 문서. 2019년 9월 9일에 확인함.
137. ↑  Washington D.C. Area Film Critics Association Editors (2019년 12월 7일). “The 2019 WAFCA Awards”. 《Washington D.C. Area Film Critics Association》. 2015년 12월 11일에 원본 문서에서 보존된 문서. 2019년 12월 8일에 확인함.
138. ↑  Neglia, Matt (2019년 12월 8일). “The 2019 Washington DC Area Film Critics Association (WAFCA) Winners”. 《Next Best Picture》. 2019년 12월 9일에 원본 문서에서 보존된 문서. 2019년 12월 9일에 확인함.